# Wimbledon Club Open
Die Wimbledon Club Open waren ein seit 2016 jährlich stattfindendes Squashturnier für Herren im Londoner Stadtteil Wimbledon im Vereinigten Königreich.
Die erste Austragung 2016 und auch die im Folgejahr gehörte zur Kategorie PSA 25 mit einem Preisgeld von 25.000 US-Dollar. 2018 wurde das Preisgeld auf 35.000 US-Dollar erhöht, womit das Turnier zur Kategorie PSA 35 zählte. Das Turnier wurde von den Optasia Championships, die von Weybridge nach Wimbledon umzogen. Turnierdirektor war Stacey Ross.

## Sieger
| Jahr | Sieger            | Finalgegner       | Ergebnis               |
| ---- | ----------------- | ----------------- | ---------------------- |
| 2019 | Marwan Elshorbagy | Iker Pajares      | 13:11, 11:7, 11:6      |
| 2018 | Mathieu Castagnet | Tom Richards      | 11:6, 11:9, 11:6       |
| 2017 | Alan Clyne        | Tom Richards      | 11:3, 11:9, 11:6       |
| 2016 | James Willstrop   | Omar Abdel Meguid | 11:8, 11:7, 8:11, 11:4 |